# Hawerman
Hawerman är en svensk arkitektfamilj och kan syfta på:
- Johan Adolf Hawerman, född 1812, död 1885
- Ludvig Hawerman, född 1821, död 1908, bror till Johan Adolf
- Emil Hawerman, född 1825, död 1891, bror till Johan Adolf
  - Ernst Hawerman, född 1890, död 1964, son till Emil